# 新河岸陸上競技場
新河岸陸上競技場（しんがしりくじょうきょうぎじょう）は、東京都板橋区新河岸にある日本陸上競技連盟第4種公認陸上競技場である。
1984年（昭和59年）9月7日、東京都下水道局新河岸水再生センターの屋上に竣工（そのためフィールドに排気口がある）。2013年（平成25年）8月、スポーツ振興くじの助成金を受けて改修、日本陸連第4種公認競技場としての指定が継続された。板橋区陸上競技協会主催の大会のほか、近隣学校・企業の運動会・体育祭等に使用されている。

## 施設概要
- 日本陸上競技連盟第4種公認（公認期間：2013年9月1日～2018年8月31日）
- トラック：全天候舗装、250m×7レーン（半径20.3901m、直線60.000m）
- フィールド：天然芝
- 収容人員：メインスタンド600人
- 照明設備：なし
- 駐車場：あり（但し、陸上競技大会時には役員専用になるので、土手を隔てた荒川河川敷の駐車場を利用することになる）
- その他：トイレ、更衣室、事務室、記録室

## 一般開放・休場日
貸切利用がない場合は個人に開放している。ただし専有利用や団体での利用はできない。
開場時間
- 9：00 - 17：00（6 - 8月は18：00まで、11 - 2月は16：00まで）

休場日
- 年末年始（12月28日から1月4日まで）

## アクセス
東京都板橋区新河岸3丁目1番3号
- 都営地下鉄三田線 新高島平駅下車　徒歩15分。
- 都営地下鉄三田線 高島平駅下車　徒歩17分。